# レイフ・ホスト
レイフ・ホスト（Leif Hoste、1977年7月17日 - ）は、ベルギー、コルトレイク出身の自転車競技（ロードレース）選手。ライフ・ホストともいう。

## 経歴
祖父、ノエル・マルフェは元プロ自転車選手である。
1998年にプロ転向。
2001年、国内選手権・個人タイムトライアル(ITT)優勝。
2005年、ディスカバリーチャンネルに移籍。
- ブエルタ・ア・エスパーニャ初出場、第10ステージ棄権。
- エネコ・ツアー総合3位。

2006年
- デ・パンネ3日間総合優勝及び山岳賞。
- ロンド・ファン・フラーンデレン2位。
- 国内選手権・ITT優勝。

2007年、プレディクトール・ロット（現 オメガファーマ・ロット）に移籍。
- 国内選手権・ITT連覇。
- ツール・ド・フランス初出場、総合110位。
- ロンド・ファン・フラーンデレン2位。

2011年、チーム・カチューシャに移籍。
2012年、アクセント・ジョブス＝ウィレムスに移籍。

## エピソード
- 2009年のパリ〜ルーベでは、終盤の残りあと20km地点では先頭集団につけており、優勝も狙える位置にいた。ところが、先頭集団を引っ張っていたフアン・アントニオ・フレチャが落車し、それに乗り上げてしまった。その後、当時チームメイトだったヨハン・ファンスュメレンとともに、優勝することになるトム・ボーネンらの先頭集団を追ったものの、3位に入ったトル・フースホフトと同タイムの4位が精一杯だったことから、レース後、「まだ脚は残っていた。フレチャが台無しにした。」と、終始激怒の表情をあらわにしていたという[1]。
- 2006年のパリ〜ルーベでは、2位で入線しながらも、踏切における停止命令を無視したことから失格となった。